# ビクトル・ビクトル・メサ
- ビクター・ビクター・メイサ

ビクトル・ビクトル・メサ・リオス（Víctor Víctor Mesa Ríos, 1996年7月20日 - ）は、キューバ・ビジャ・クララ州出身のプロ野球選手（外野手）。右投右打。MLBのマイアミ・マーリンズ傘下所属。
父親は2013年に開催された第3回ワールド・ベースボール・クラシック（WBC）キューバ代表の監督を務めたビクトル・メサであり、弟は同じくプロ野球選手のビクトル・メサ・ジュニアである。

## 経歴

### キューバ時代
2012年 - 2013年シーズンからキューバ国内野球リーグセリエ・ナシオナル・デ・ベイスボルのココドゥリロス・デ・マタンサス、2017年 - 2018年シーズンはレオネス・デ・インドゥストリアレスでプレーした。
2017年3月、第4回ワールド・ベースボール・クラシック（WBC）のキューバ代表に選出された。
2018年5月、MLBへの移籍を目指して亡命した。

### プロ入りとマーリンズ傘下時代
2018年10月20日、弟のビクトル・メサ・ジュニアと共にマイアミ・マーリンズとマイナー契約を結び、22日に入団会見が行われた。
2019年はA+級ジュピター・ハンマーヘッズで開幕を迎え、7月末にAA級ジャクソンビル・ジャンボシュリンプに昇格した。この年は2球団合計で打率.235、0本塁打、29打点、18盗塁という成績だった。
2020年は新型コロナウイルスの感染拡大の影響でマイナーリーグが開催されなかったため、公式戦の出場はなかった。
2021年はA+級ベロイト・スナッパーズとAA級ペンサコーラ・ブルーワフーズの2球団に所属し、合計で72試合出場、打率.249、4本塁打、27打点、11盗塁を記録した。
2022年はAA級ペンサコーラで開幕を迎え、54試合で打率.228、2本塁打、22打点、26盗塁を記録した後、8月にAAA級ジャクソンビル・ジャンボシュリンプに昇格。32試合に出場して打率.200、1本塁打、8打点、9盗塁を記録した。
2023年はAA級ペンサコーラで開幕を迎え、1試合出場後にAAA級ジャクソンビルに昇格。12試合に出場し、打率.206、1本塁打、5打点、2盗塁を記録した。しかし6月16日以降は試合出場が途絶え、7月10日、コーチとの指導法に関する考え方の相違を理由としてチームを離脱し、その後制限リストに登録された。